# Melinești (gmina)
Melinești – gmina w Rumunii, w okręgu Dolj. Obejmuje miejscowości Bodăiești, Bodăieștii de Sus, Godeni, Melinești, Muierușu, Negoiești, Odoleni, Ohaba, Ploștina, Popești, Spineni, Valea Mare i Valea Muierii de Jos. W 2011 roku liczyła 3890 mieszkańców.